# Diallaktes
Een diallaktes (Oud-Grieks: διαλλακτής; ook wel αἰσυμνητήρ/aisymnètèr; Nederlands: aesymneet) was een "verzoener" in het Hellas van de zevende en zesde eeuw v.Chr..
Vanaf de zevende eeuw v.Chr. traden in talrijke Griekse poleis sociale spanningen op. Aan de ene kant bekampten adellijke groepen elkander, aan de andere kant werden de kleine boeren steeds meer afhankelijk voor hun werkgelegenheid van de adel. Daar deze conflicten een potentiële burgeroorlog kunnen zijn doet de gehele bevolking beroep op één of meerdere diallaktoi om te onderhandelen.
Deze diallaktoi of aisymnètèroi worden met een volmacht aangesteld en zullen tussen de rivaliserende partijen onderhandelen en sociale mistoestanden wegwerken. Vaak veranderen ze ook de wetgeving met dit doel in het achterhoofd. In vele poleis waren deze maatregelen niet genoeg, en werd er nadat deze diallaktoi of aisymnètèroi hun macht hadden neergelegd een tirannie opricht, die dan met grove borstel door de staatinrichting ging. In enkele steden ontwikkelde de buitengewone functie van aisymnètèr uit tot een magistratuur.

## Beroemdediallaktoiofaisymnètèroi
- Solon van Athen
- Pittakos van Mytilene
- Charondas van Katane
- Zaleukos van Lokroi Epizephyroi